# ゆき乃
ゆき乃（ゆきの）は、愛知県名古屋市で活動していた舞妓。元名妓連組合所属。

## 経歴
新潟県南魚沼市生まれ。幼少時から茶道に親しみ、日本の伝統文化に関心があった。2009年、長岡工業高等専門学校在学中の18歳時に、名古屋の花柳界では21年ぶりに10代の舞妓としてデビュー。
2012年に廃業。